# Аргин (Ленинский район)
Аргин (укр. Аргин, крымскотат. Arğın, Аргъын) — исчезнувшее село в Ленинском районе Республики Крым, располагавшееся в западной части района и Керченского полуострова, на старинной дороге в Керчь (сейчас федеральная трасса Таврида), примерно в 1 км к западу от современного села Ленинское.

## История
Первое документальное упоминание села встречается в Камеральном Описании Крыма… 1784 года, судя по которому, в последний период Крымского ханства Адин входил в Арабатский кадылык Кефинского каймаканства. После присоединения Крыма к России (8) 19 апреля 1783 года, (8) 19 февраля 1784 года, именным указом Екатерины II сенату, на территории бывшего Крымского Ханства была образована Таврическая область и деревня была приписана к Левкопольскому, а после ликвидации в 1787 году Левкопольского — к Феодосийскому уезду Таврической области. Затем, видимо, вследствие эмиграции крымских татар в Турцию, деревня опустела и в труде Петра Палласа «Наблюдения, сделанные во время путешествия по южным наместничествам Русского государства в 1793—1794 годах» упоминается почтовая станция Аргин, с разорённой татарской деревней с мечетью из тесаного камня, на стенах которой высечены изречения из корана и большим кладбищем при ней. На военно-топографической карте генерал-майора Мухина 1817 года деревня Аргин обозначена пустующей, но с почтовой станцией. По сведениям 1836 года хозяевами давно разрушенной татарской деревни Аргин были титулярная советница Марфа Кнышева и духовного звания татарин Борокай Челеби, в том же году перешедшей в собственность Петра Ладинского, как хутор Аргин № 2. На карте 1842 года хутор Аргин обозначен условным знаком «малая деревня», то есть, менее 5 дворов.
В 1860-х годах, после земской реформы Александра II, селение приписали к Сарайминской волости. Согласно «Списку населённых мест Таврической губернии по сведениям 1864 года», составленному по результатам VIII ревизии 1864 года, Аргин — почтовая станция с 1 двором и 9 жителями при колодцах. На трехверстовой карте Шуберта 1865—1876 года хутор Аргин обозначен без указания числа дворов. В последний в доступных документах встречается в Списке населённых пунктов Крымской АССР по Всесоюзной переписи 17 декабря 1926 года, согласно которому в селе Аргин Ленинского сельсовета Керченского района имелось 8 дворов, из них 7 крестьянских, население составляло 28 человек (15 мужчин и 13 женщин). В национальном отношении учтено: 24 русских и 4 болгар.